# 四国自動車博物館
四国自動車博物館 (しこくじどうしゃはくぶつかん) は、高知県香南市野市町にある自動車とオートバイの博物館。

## 概要
- 1990年 地域活性化を目的に大豊町で開館。県内外から高速道路を降りてきて数分で到着できるアクセスし良さを特徴の一つとしていた。建物の名称はアルティ300 (「ALTI300」もしくは「れいほく21世紀センター」とも)。ふるさと創生事業の一環にて建設された非常に凝った外観であり、他の催し物や行事も行われていた。
- 1996年 建物の用途変更のため一時閉館。
- 2001年12月 現在の所在地である高知県香南市野市町に再オープン。

- 世界のレーシングカー・ラリーカーといったレーシングヒストリーを持った車両コレクションをメインに、四輪・二輪車文化のなかでもトヨタ2000GTやホンダ ドリーム CB750 Four(K0)といったエポックメイキングな車両や、ブルーバードMC型、コンドルといった高知県内で生産されていた歴史的価値を持つ車両も展示されている。

- 受付ロビーにはミニカーの展示販売や自動車関連グッズ、本の販売スペースがある。展示スペース内のセンターステージにはテーブルと椅子が有りゆっくりと展示車両を見ることができる。

- 高知県のトヨタ系自動車ディーラー、ネッツトヨタ南国株式会社が管理・運営を行っている。

## 展示車両
- 先述の通り、レーシングカーやクラシックカーなどの四輪車の他、貴重な二輪車も展示されている。なお、展示車両は寄贈や貸与により新規に追加されたり、メンテナンスや他所での展示のために移送されたりするなど、不定期な入れ替えが有る[1]。

## 所在地
- 〒781-5233
- 高知県香南市野市町大谷896

## 開館時間
- 10:00 - 16:00

## 休館日
- 月曜日、火曜日（祝日の場合、基本的には開館を予定。詳細はホームページに掲載される）

## 入館料
- 大人 800円
- 高校生以上学生 500円
- 小中学生 300円
- シルバー料金 (65歳以上) 600円
- バリアフリー料金 (障害者対象) 半額
- 団体料金 20～99名=10％off　100名以上=20％off
- ネッツトヨタ南国 (旧・トヨタビスタ高知) 発行のTS3カード (クレジットカード) 会員本人は無料

## 交通アクセス
- 高知自動車道　南国インターチェンジより車で約20分
- 高知龍馬空港より車で約10分
- ごめんなはり線 のいち駅 徒歩約15分

## ギャラリー

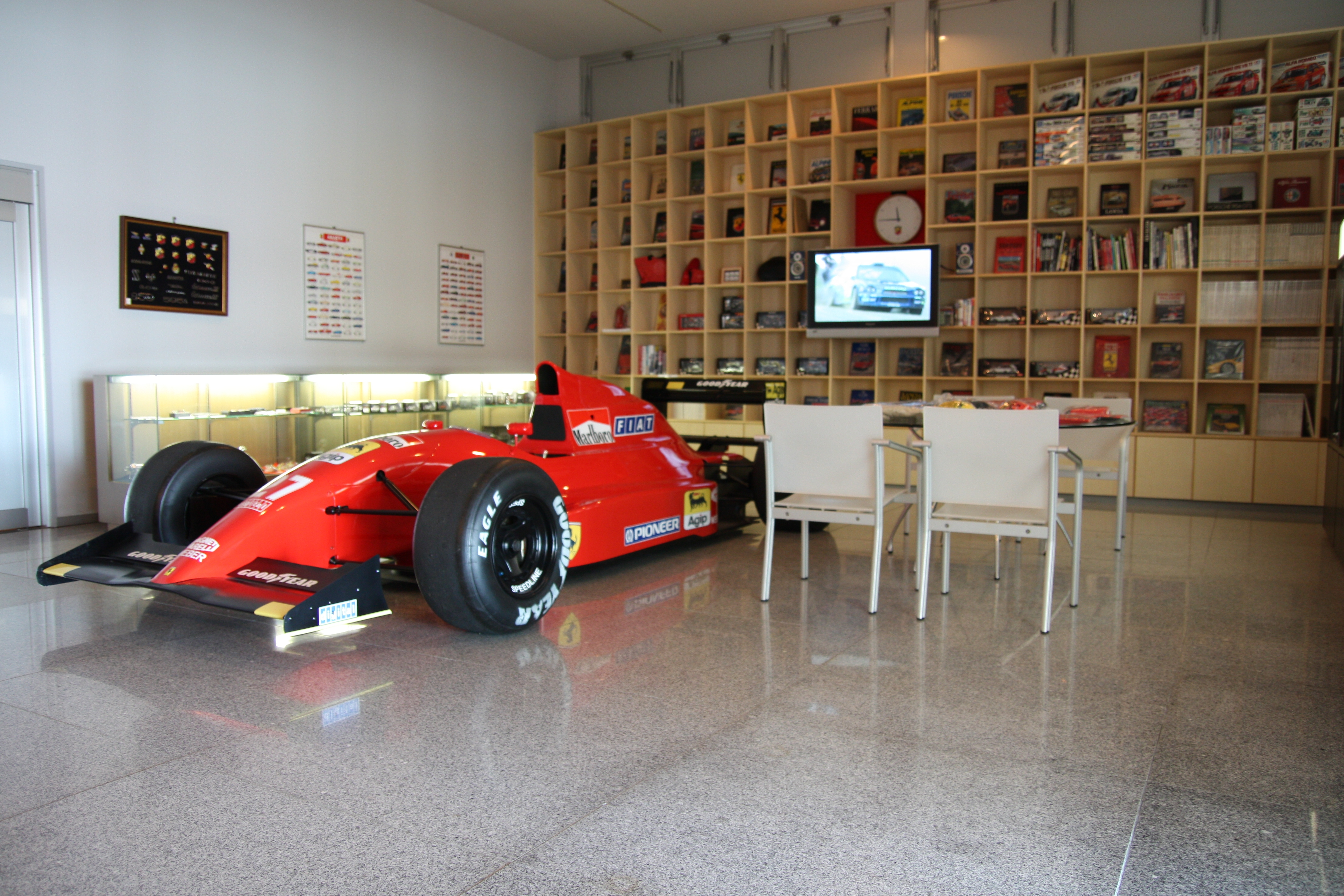
受付ロビー
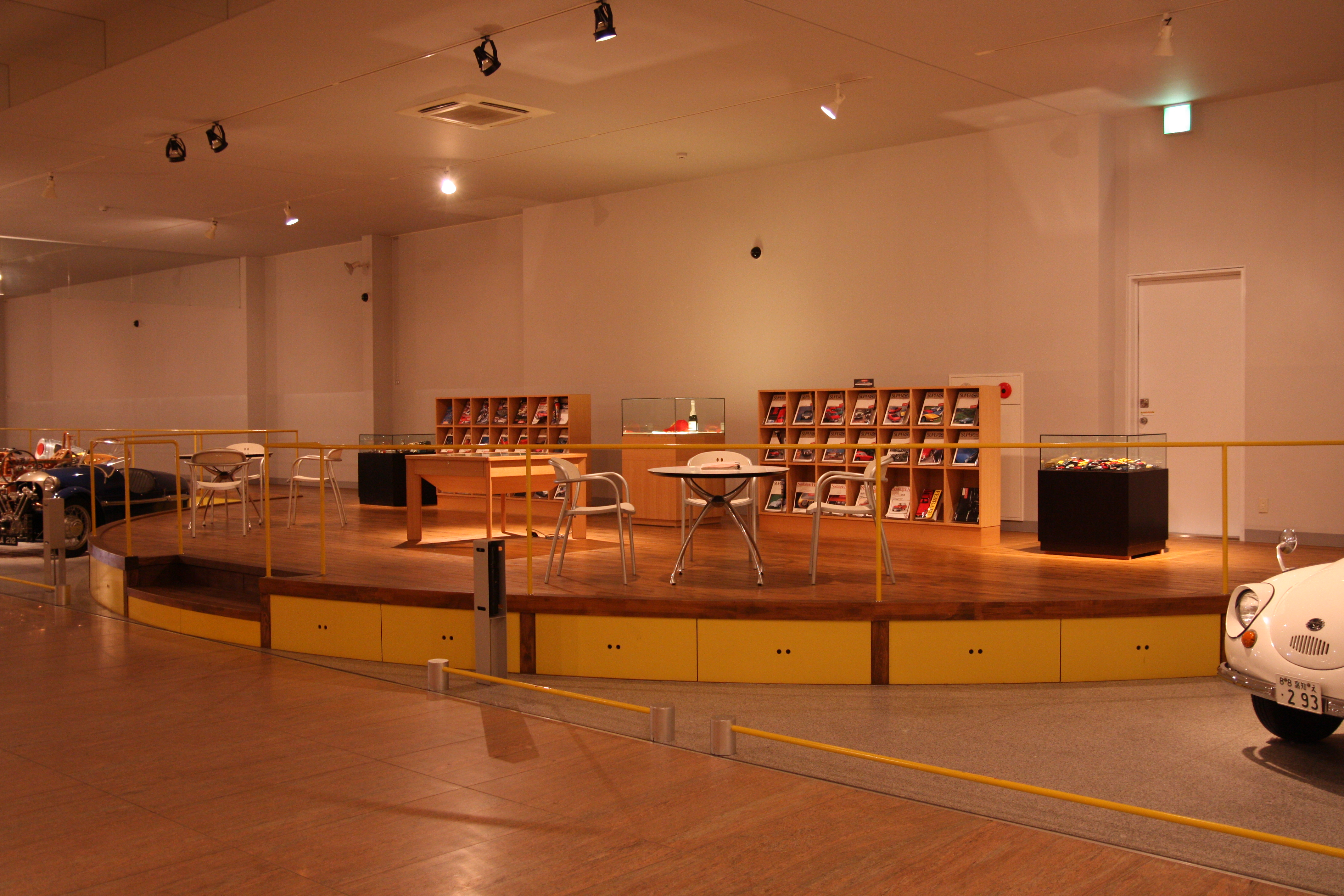
展示スペース内センターステージ

## 周辺
- 高知県立のいち動物公園
- 龍河洞
- 龍河洞スカイライン
- 恵日寺
- 創造広場「アクトランド」(龍馬歴史館、世界クラシックカー博物館など)

## 備考
- 隣接の龍馬歴史館・世界クラシックカー博物館は他団体の運営 (1988年開館)。